# 莫萨克
莫萨克（法語：Maussac，法語發音：[mosak]）是法国科雷兹省的一个市镇，属于于塞勒区。

## 地理
莫萨克（45°28'20"N, 2°8'35"E）面积13.78 平方千米，位于法国新阿基坦大区科雷兹省，该省份为法国中南部省份，北起上维埃纳省和克勒兹省，西接多爾多涅省，南至洛特省，东临多姆山省和康塔爾省。
与莫萨克接壤的市镇（或旧市镇、城区）包括：孔布勒索勒、达尔内、达维尼亚克、梅马克、苏代耶。

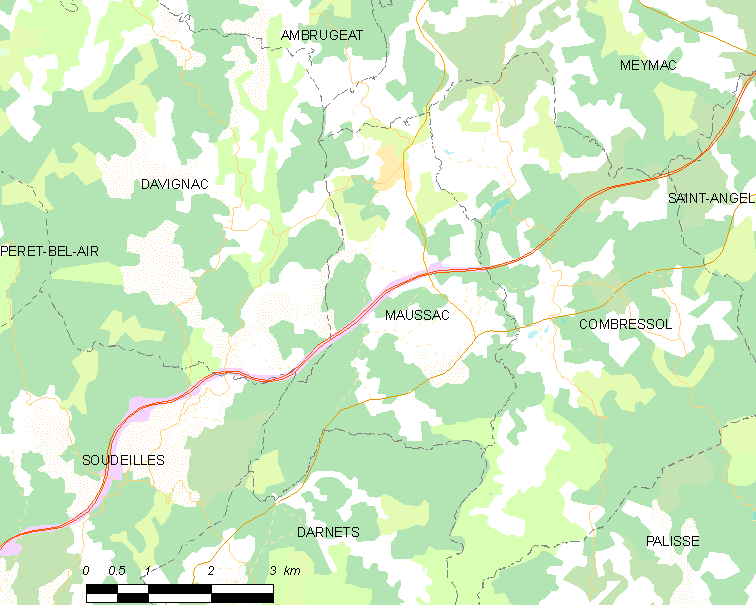
莫萨克的OSM定位图

莫萨克的时区为UTC+01:00、UTC+02:00（夏令时）。

## 行政
莫萨克的邮政编码为19250，INSEE市镇编码为19130。

## 政治
莫萨克所属的省级选区为米勒瓦什高原县。

## 人口

1962-2008年间莫萨克人口变化图示

莫萨克于2022年1月1日时的人口数量为446人。